# Колонлінійка
Колонлінійка — лінійка, що відокремлює колонтитул від тексту. Колонлінійка є лінійкою того чи іншого малюнка — тонка, подвійна, орнаментована. Розміщуються на кожній сторінці складання, над основним текстом як елемент художнього оформлення.
Композиційне розташування колонлінійок різноманітне. З колонлінійками компонують колонцифри. Як і колонтитули, колонлінійки завжди входять у розмір сторінки складання.